# Крикет на Летњим олимпијским играма 1900.
.
Крикет на Олимпијским играма се играо само једном. Било је то на Олимпијким играма у Паризу 1900. године, на Венсенском велодрому. Иако су биле пријављене четири екипе, на крају су због отказа Белгије и Холандије остале само две, и то обе с британским играчима: за Француску су играли чланови британске амбасаде!
Крикет се након тих игара никад више није појавио у олимпијском програму.

## Освајачи олимпијских медаља у крикету
| Олимпијске игре | Злато                                                  | Сребро                                  | Бронза |
| --------------- | ------------------------------------------------------ | --------------------------------------- | ------ |
| Париз 1900.     | Devon and Somerset Wanderers CC · Уједињено Краљевство | Британска амбасада у Паризу · Француска | -      |